# 찰리 심프슨
찰리 심프슨(Charlie Simpson, 1985년 6월 7일 ~ )은 잉글랜드의 음악가이다.